# Sinfonia n. 4 (Dvořák)
La Sinfonia n. 4 in Re minore, Op. 13, B. 41 fu composta da Antonín Dvořák nel 1874.

## La Sinfonia
Dvořák compose la sua quarta sinfonia tra gennaio e marzo del 1874. In questa sinfonia si nota chiaramente l'influenza di Richard Wagner. Il tema principale del secondo movimento è un netto riferimento al Tannhäuser. 
Dvořák mostra la sua maestrìa in tutti gli aspetti di questa sinfonia, e qualcuno apostrofa questo lavoro come la sua migliore composizione. Una parte dello scherzo fu riutilizzata nella marcia In tempi agitati, sesto brano della serie Dalla foresta di Boemia, pezzi caratteristici per pianoforte a quattro mani. 
La prima esecuzione parziale ebbe luogo il 25 marzo del 1874 a Praga, e fu diretta da Bedřich Smetana, mentre quella completa venne eseguita al Teatro Nazionale di Praga il 6 aprile 1892 diretta dal compositore.

## Forma
Questa sinfonia è divisa in 4 movimenti:
1. Allegro
2. Andante sostenuto e molto cantabile
3. Scherzo (Allegro feroce), Trio (l'istesso tempo)
4. Finale: Allegro con brio, Poco meno mosso

È possibile che il terzo movimento della sinfonia sia stato inizialmente concepito come una composizione indipendente, completato prima degli altri movimenti e aggiunta susseguentemente. In quest'opera appare nitida l'atmosfera neo-romantica, ma la composizione mette in risalto la grande individualità artistica di Dvořák.
Un'esecuzione tipica dura circa 40 minuti.

## Strumentazione
Questa sinfonia è concepita per un'orchestra di due flauti, due oboi, due clarinetti, due fagotti, quattro corni, due trombe, tre tromboni, timpani, triangolo, piatti, cassa,arpa ed archi